# Canal Tenglo
El canal de Tenglo (mapudungún: tüng-lu): "sosegado", "lugar tranquilo y apacible", también "el terroncito". ) es un brazo de mar ubicado entre la ciudad de Puerto Montt y la isla Tenglo, en la Región de los Lagos, Chile.
Este canal baña las costas de Puerto Montt, desde la puntilla Tenglo hasta Chinquihue, pasando por Angelmó, Caleta Anahuac, y culminando en el sector de chinquihue. Es de una buena profundidad, ya que da cabida a barcos de gran eslora en el puerto.
Hasta Angelmó llegan las lanchas a motor desde las islas Huar y Maillen, utilizando como vía este canal.
Es poco ancho, de aguas muy azules, y alberga peces y gaviotas, guaudas y últimamente pelícanos. 
No se sabe a ciencia cierta por qué tomó el nombre de la isla y no el de la ciudad, o de Angelmó, que es el lugar más representativo del lugar.